# Rodelas
Rodelas is een gemeente in de Braziliaanse deelstaat Bahia. De gemeente telt 7.691 inwoners (schatting 2009).